# StarCraft 2 World Championship Series America
Cet article concerne le tournoi régional américain des WCS. Pour le tournoi dans son ensemble, voir StarCraft 2 World Championship Series.
Les StarCraft II World Championship Series America était une série de tournois de sport électronique sur le jeu StarCraft II, aillant lieu aux États-Unis de 2013 à 2016. Il faisait partie des StarCraft 2 World Championship Series.
Il y avait trois saisons par an durant lesquels les joueurs gagnait des points pour participer aux grandes finales mondiales de la compétition.

## Vainqueurs
| StarCraft 2 World Championship Series 2012 | StarCraft 2 World Championship Series 2012 | StarCraft 2 World Championship Series 2012 | StarCraft 2 World Championship Series 2012 |
| Événement                                  | Date                                       | Gagnant                                    | Finaliste                                  |
| ------------------------------------------ | ------------------------------------------ | ------------------------------------------ | ------------------------------------------ |
| 2012 WCS: North America Finals             | Du 24 au 26 août                           | (Z) Scarlett                               | (Z) ViBE                                   |
| StarCraft 2 World Championship Series 2013 |                                            |                                            |                                            |
| 2013 WCS Season 1 America                  | Du 20 avril au 21 juin                     | (P) HerO                                   | (Z) Revival                                |
| 2013 WCS Season 2 America                  | Du 15 juillet au 5 septembre               | (T) Polt                                   | (Z) Jaedong                                |
| 2013 WCS Season 3 America                  | Du 16 septembre au 3 novembre              | (T) Polt                                   | (Z) ByuL                                   |
| StarCraft 2 World Championship Series 2014 |                                            |                                            |                                            |
| 2014 WCS Season 1 America                  | Du 21 janvier au 13 avril                  | (Z) HyuN                                   | (P) Oz                                     |
| 2014 WCS Season 2 America                  | Du 29 avril au 6 juillet                   | (P) Pigbaby                                | (T) Bomber                                 |
| 2014 WCS Season 3 America                  | Du 21 juillet au 12 octobre                | (T) Bomber                                 | (T) Heart                                  |

## Édition 2014

### Gains
| Premier League    | Premier League | Premier League |
| Place(s)          | Récompense     | Points gagnés  |
| ----------------- | -------------- | -------------- |
| Médaille d'or     | 25 000 USD     | 2 000          |
| Médaille d'argent | 15 000 USD     | 1 000          |
| Demi-finalistes   | 7 500 USD      | 750            |
| 5 à 8             | 5 000 USD      | 500            |
| 9 à 12            | 3 000 USD      | 300            |
| 13 à 16           | 3 000 USD      | 200            |
| 17 à 24           | 2 000 USD      | 150            |
| 25 à 32           | 2 000 USD      | 100            |
| Total             | 131 000 USD    | 10 500         |

| Challenger League | Challenger League | Challenger League   |
| Places            | Récompense        | Points Gagnés       |
| ----------------- | ----------------- | ------------------- |
| 1 à 16            | Premier League    | Voir Premier League |
| 17 à 32           | 600 USD           | 50                  |
| Total             | 9 600 USD         | 800                 |

### Format
Les WCS America sont organisées en deux grandes parties : la Challenger League et la Premier League,.
La Challenger League est constituée des 16 derniers joueurs de la Premier League de la saison précédente et de 16 joueurs issus des qualifications. Chaque joueur de la Premier League affronte un qualifié en un match en Best-of-5. Le gagnant monte en Premier League de la saison en cours. Le perdant devra se requalifier à la saison suivante.
La Premier League
est constituée des 32 meilleurs joueurs de la saison. Ils s'affrontent pour devenir le champion d'Amérique de la saison et gagnent des points WCS pour participer aux Global Finals.
- Première phase de groupes (seizièmes de finale) : Best-of-3 (deux parties gagnantes). Huit groupes de quatre joueurs sont constitués dans un format de double tournoi :

1. Les quatre joueurs sont divisés en 2 matchs ;
2. Les gagnants s'affrontent au match des gagnants, le joueur qui remporte la rencontre.

prend la première place du groupe, est inscrit à la seconde phase de groupes et est automatiquement qualifié pour la Premier League de la saison suivante.
1. Les perdants des premiers matchs s'affrontent au match des perdants. Le perdant de la rencontre prend la dernière place du groupe et est relégué en Challenger League pour la saison suivante.
2. Le gagnant du match des perdants et le perdants du match des gagnants s'affrontent dans un cinquième match. Le gagnant prend la deuxième place du groupe, est inscrit à la seconde phase de groupes et est automatiquement qualifié pour la Premier League de la saison suivante. Le perdant est relégué en Challenger League pour la saison suivante.

- Seconde phase de groupes (Huitième de finale) : Best-of-3. Quatre groupes de quatre joueurs sont constitués dans un

ormat de double tournoi avec des matchs en Bo3. Le premier et 2e montent en quarts de finale de la Premier League.
- Phases finales :

1. Quarts de finale : Best-of-5 (trois parties gagnantes) ;
2. Demi-finales : Best-of-5 ;
3. Finale : Best-of-7 (quatre parties gagnantes).

Pour accéder à ses ligues, il faut participer aux qualifications. Il y  a 7 qualification régionale par saison :
- 2 en Amérique avec 4 joueurs qualifiés chacun.
- 1 en Chine avec 2 joueur qualifiés.
- 1 en Océanie et Asie du Sud Est avec 2 joueur qualifiés.
- 1 pour Hong-Kong, Taiwan et Macao avec 2 joueur qualifiés.

Ce qui fait 14 joueurs qualifié au total. Il existe une huitième qualification autorisant tous les joueurs sans distinction de nationalité pour distribuer les 2 places restantes. Chaque qualification est un arbre à élimination directe, les rencontrent sont en best-of-3 (deux parties gagnantes).
Le nombre de places disponibles en qualification dépend aussi du nombre de joueurs automatiquement inscrit au Leagues supérieur qui répondent présent à la nouvelle saison.

### Saison 2

#### Premier League
Légende des races :  Protoss  Terran  Zerg
| Joueurs                                                         | Joueurs                                                         | Joueurs                                                         |
| Protoss (11)                                                    | Terran (9)                                                      | Zerg (12)                                                       |
| WCS Saison 1 Amérique : Premier League huitièmes de finale (16) | WCS Saison 1 Amérique : Premier League huitièmes de finale (16) | WCS Saison 1 Amérique : Premier League huitièmes de finale (16) |
| --------------------------------------------------------------- | --------------------------------------------------------------- | --------------------------------------------------------------- |
| Alicia                                                          | Bomber                                                          | HyuN                                                            |
| Arthur                                                          | Heart                                                           | Revival                                                         |
| CranK                                                           | Neeb                                                            | TooDming                                                        |
| HuK                                                             | Polt                                                            | XiGua                                                           |
| MacSed                                                          | TaeJa                                                           |                                                                 |
| Oz                                                              |                                                                 |                                                                 |
| puCK                                                            |                                                                 |                                                                 |
| WCS Saison 2 Amérique : Challenger League (16)                  |                                                                 |                                                                 |
| Jim                                                             | Illusion                                                        | viOLet                                                          |
| HerO                                                            | MaSa                                                            | Courage                                                         |
| Pigbaby                                                         | MajOr                                                           | Suppy                                                           |
| Top                                                             | qxc                                                             | Check                                                           |
|                                                                 |                                                                 | hendralisk                                                      |
|                                                                 |                                                                 | Jaedong                                                         |
|                                                                 |                                                                 | Sen                                                             |
|                                                                 |                                                                 | NesTea                                                          |

Après les phases de groupes, on a obtenu l'arbre suivant.
|  | Quarts de finale (Bo5) | Quarts de finale (Bo5) | Quarts de finale (Bo5) | Quarts de finale (Bo5) |        |        | Demi-finales (Bo5) | Demi-finales (Bo5) | Demi-finales (Bo5) | Demi-finales (Bo5) |  |  | Finale (Bo7) | Finale (Bo7) | Finale (Bo7) | Finale (Bo7) |
|  |                        |                        |                        |                        |        |        |                    |                    |                    |                    |  |  |              |              |              |              |
|  |                        |                        |                        |                        |        |        |                    |                    |                    |                    |  |  |              |              |              |              |
|  |                        |                        |                        |                        |        |        |                    |                    |                    |                    |  |  |              |              |              |              |
|  | Heart                  | Heart                  | 3                      | 3                      |        |        |                    |                    |                    |                    |  |  |              |              |              |              |
|  | Heart                  | Heart                  | 3                      | 3                      |        |        |                    |                    |                    |                    |  |  |              |              |              |              |
|  | viOLet                 | viOLet                 | 0                      | 0                      |        |        |                    |                    |                    |                    |  |  |              |              |              |              |
|  | viOLet                 | viOLet                 | 0                      | 0                      | Heart  | Heart  | 1                  | 1                  |                    |                    |  |  |              |              |              |              |
|  |                        |                        |                        |                        | Heart  | Heart  | 1                  | 1                  |                    |                    |  |  |              |              |              |              |
|  |                        |                        | Bomber                 | Bomber                 | 2      | 2      |                    |                    |                    |                    |  |  |              |              |              |              |
|  | Alicia                 | Alicia                 | Bomber                 | Bomber                 | 2      | 2      | 2                  | 2                  |                    |                    |  |  |              |              |              |              |
|  | Alicia                 | Alicia                 |                        |                        |        |        |                    | 2                  |                    |                    |  |  |              |              |              |              |
|  | Bomber                 | Bomber                 | 3                      | 3                      |        |        |                    |                    |                    |                    |  |  |              |              |              |              |
|  | Bomber                 | Bomber                 | 3                      | 3                      | Bomber | Bomber | 3                  | 3                  |                    |                    |  |  |              |              |              |              |
|  |                        |                        |                        |                        | Bomber | Bomber | 3                  | 3                  |                    |                    |  |  |              |              |              |              |
|  |                        |                        | Pigbaby                | Pigbaby                | 4      | 4      |                    |                    |                    |                    |  |  |              |              |              |              |
|  | Polt                   | Polt                   | Pigbaby                | Pigbaby                | 4      | 4      | 0                  | 0                  |                    |                    |  |  |              |              |              |              |
|  | Polt                   | Polt                   |                        |                        |        |        |                    |                    |                    |                    |  |  |              |              |              |              |
|  | HyuN                   | HyuN                   | 3                      | 3                      |        |        |                    |                    |                    |                    |  |  |              |              |              |              |
|  | HyuN                   | HyuN                   | 3                      | 3                      | HyuN   | HyuN   | 1                  | 1                  |                    |                    |  |  |              |              |              |              |
|  |                        |                        |                        |                        | HyuN   | HyuN   | 1                  | 1                  |                    |                    |  |  |              |              |              |              |
|  |                        |                        | Pigbaby                | Pigbaby                | 3      | 3      |                    |                    |                    |                    |  |  |              |              |              |              |
|  | TaeJa                  | TaeJa                  | Pigbaby                | Pigbaby                | 3      | 3      | 0                  | 0                  |                    |                    |  |  |              |              |              |              |
|  | TaeJa                  | TaeJa                  |                        |                        |        |        |                    | 0                  |                    |                    |  |  |              |              |              |              |
|  | Pigbaby                | Pigbaby                | 3                      | 3                      |        |        |                    |                    |                    |                    |  |  |              |              |              |              |
|  | Pigbaby                | Pigbaby                | 3                      | 3                      |        |        |                    |                    |                    |                    |  |  |              |              |              |              |
|  |                        |                        |                        |                        |        |        |                    |                    |                    |                    |  |  |              |              |              |              |

Pour le palmarès, se reporter au tableau des gains.

### Saison 3

#### Premier League
Légende des races :  Protoss  Terran  Zerg
| Joueurs                                                         | Joueurs                                                         | Joueurs                                                         |
| Protoss (12)                                                    | Terran (8)                                                      | Zerg (12)                                                       |
| WCS Saison 2 Amérique : Premier League huitièmes de finale (16) | WCS Saison 2 Amérique : Premier League huitièmes de finale (16) | WCS Saison 2 Amérique : Premier League huitièmes de finale (16) |
| --------------------------------------------------------------- | --------------------------------------------------------------- | --------------------------------------------------------------- |
| Pigbaby                                                         | Bomber                                                          | HyuN                                                            |
| Oz                                                              | Heart                                                           | Revival                                                         |
| Alicia                                                          | MajOr                                                           | TooDming                                                        |
| Arthur                                                          | Polt                                                            | XiGua                                                           |
|                                                                 | TaeJa                                                           | NesTea                                                          |
|                                                                 |                                                                 | viOLet                                                          |
|                                                                 |                                                                 | Check                                                           |
| WCS Saison 3 Amérique : Challenger League (16)                  |                                                                 |                                                                 |
| Shama                                                           | Illusion                                                        | Jaedong                                                         |
| Seed                                                            | iaguz                                                           | Guitarcheese                                                    |
| Arium                                                           | Neeb                                                            | Slam                                                            |
| MacSed                                                          |                                                                 | Scarlett                                                        |
| Huk                                                             |                                                                 | hendralisk                                                      |
| Jim                                                             |                                                                 |                                                                 |
| HerO                                                            |                                                                 |                                                                 |
| puCK                                                            |                                                                 |                                                                 |

Après les phases de groupes, on a obtenu l'arbre suivant.
|  | Quarts de finale (Bo5) | Quarts de finale (Bo5) | Quarts de finale (Bo5) | Quarts de finale (Bo5) |        |        | Demi-finales (Bo5) | Demi-finales (Bo5) | Demi-finales (Bo5) | Demi-finales (Bo5) |  |  | Finale (Bo7) | Finale (Bo7) | Finale (Bo7) | Finale (Bo7) |
|  |                        |                        |                        |                        |        |        |                    |                    |                    |                    |  |  |              |              |              |              |
|  |                        |                        |                        |                        |        |        |                    |                    |                    |                    |  |  |              |              |              |              |
|  |                        |                        |                        |                        |        |        |                    |                    |                    |                    |  |  |              |              |              |              |
|  | Scarlett               | Scarlett               | 0                      | 0                      |        |        |                    |                    |                    |                    |  |  |              |              |              |              |
|  | Scarlett               | Scarlett               | 0                      | 0                      |        |        |                    |                    |                    |                    |  |  |              |              |              |              |
|  | Heart                  | Heart                  | 3                      | 3                      |        |        |                    |                    |                    |                    |  |  |              |              |              |              |
|  | Heart                  | Heart                  | 3                      | 3                      | Heart  | Heart  | 3                  | 3                  |                    |                    |  |  |              |              |              |              |
|  |                        |                        |                        |                        | Heart  | Heart  | 3                  | 3                  |                    |                    |  |  |              |              |              |              |
|  |                        |                        | HyuN                   | HyuN                   | 1      | 1      |                    |                    |                    |                    |  |  |              |              |              |              |
|  | HyuN                   | HyuN                   | HyuN                   | HyuN                   | 1      | 1      | 3                  | 3                  |                    |                    |  |  |              |              |              |              |
|  | HyuN                   | HyuN                   |                        |                        |        |        |                    | 3                  |                    |                    |  |  |              |              |              |              |
|  | HuK                    | HuK                    | 0                      | 0                      |        |        |                    |                    |                    |                    |  |  |              |              |              |              |
|  | HuK                    | HuK                    | 0                      | 0                      | Heart  | Heart  | 2                  | 2                  |                    |                    |  |  |              |              |              |              |
|  |                        |                        |                        |                        | Heart  | Heart  | 2                  | 2                  |                    |                    |  |  |              |              |              |              |
|  |                        |                        | Bomber                 | Bomber                 | 4      | 4      |                    |                    |                    |                    |  |  |              |              |              |              |
|  | Bomber                 | Bomber                 | Bomber                 | Bomber                 | 4      | 4      | 3                  | 3                  |                    |                    |  |  |              |              |              |              |
|  | Bomber                 | Bomber                 |                        |                        |        |        |                    |                    |                    |                    |  |  |              |              |              |              |
|  | Pigbaby                | Pigbaby                | 1                      | 1                      |        |        |                    |                    |                    |                    |  |  |              |              |              |              |
|  | Pigbaby                | Pigbaby                | 1                      | 1                      | Bomber | Bomber | 3                  | 3                  |                    |                    |  |  |              |              |              |              |
|  |                        |                        |                        |                        | Bomber | Bomber | 3                  | 3                  |                    |                    |  |  |              |              |              |              |
|  |                        |                        | Polt                   | Polt                   | 2      | 2      |                    |                    |                    |                    |  |  |              |              |              |              |
|  | Polt                   | Polt                   | Polt                   | Polt                   | 2      | 2      | 3                  | 3                  |                    |                    |  |  |              |              |              |              |
|  | Polt                   | Polt                   |                        |                        |        |        |                    | 3                  |                    |                    |  |  |              |              |              |              |
|  | HerO                   | HerO                   | 2                      | 2                      |        |        |                    |                    |                    |                    |  |  |              |              |              |              |
|  | HerO                   | HerO                   | 2                      | 2                      |        |        |                    |                    |                    |                    |  |  |              |              |              |              |
|  |                        |                        |                        |                        |        |        |                    |                    |                    |                    |  |  |              |              |              |              |

Pour le palmarès, se reporter au tableau des gains.

## Édition 2015
Depuis 2015, les WCS non coréennes sont unifiées en une seule ligue.